# Villiers-Couture

Villiers-Couture este o comună în departamentul Charente-Maritime, Franța. În 1 ianuarie 2022 avea o populație de 108 de locuitori.